# Кулканд
Кулканд (тадж. Кӯлканд; перс. کولکند‎) — село в Исфаринском районе Республики Таджикистан, являющиеся частью города Исфара в Согдийской области. Население Кулканда — 43483 чел. (2024)

## Этимология и топоним
Топоним «Кулканд», означает "Благоустроенное озеро" и состоит из слов «кул»(тадж. кӯл) означающий «озеро»  и «Канда = ганда, канд = ганд» (в Авесте kanthа – благоустройство; происходит от авестийского глагола kanthaiti – рыть, благоустраивать; озеленять посредством прорытых – рукотворных каналов; в согдийском: kanthe, kanda, kand; на диалекте восточных согдийцев: ганд) – город с прорытым каналом вокруг. Канте (kanthe, kanda, kand) -  на диалекте восточных согдийцев: ганд) – город с прорытым каналом вокруг.

## История
Джамоат Кулканд — один из старейших в составе Республики Таджикистан. Он был образован 28 июля 1919 года в составе Исфаринского волоста, Кокандского уезда Ферганской области. Джамоат Кулканд Исфаринского района территориально состоит из 5 селений — Кулканд, Гулистон, Мазанг мухалла, Узбек мухалла и Киргиз мухалла.
В ходе Великой Отечественной войны, многие люди отсюда отправились на фронт, а также было отправлено множество продовольственных и одеждных поставок, вручную изготовленных товаров и т.п. Не все смогли вернуться с войны, однако среди возвратившихся были много людей, награжденных медалями и орденами.

## География
Село расположено в предгорьях Туркестанского хребта, в Ферганской долине на стыке двух соседних государств — Узбекистана и Киргизии. И граничит с Баткенским районом Кыргызской республики (17 км) и Яйпанским районом Республики Узбекистан (25 км). Расстояние от центра Джамоата до центра района — 8 км, области г. Худжанда — 116 км, до столицы республики г. Душанбе — 455 км. Общая протяженность дорог в селе составляет 60 км.
Расстояние между Джамоатом и республиканскими железными дорогами составляет — 8 км (Станции Исфара), автомобильными дорогами — 15 км до трассы Исфара — Худжанд — Душанбе, с аэропортом (Исфара) — 3 км.

## Климат
Территория джамоата находится на абсолютных высотах 850—890 м над уровнем моря, среднегодовая температура воздуха + 13,4°C (в июле + 26,7°, в январе — 2,7°), количество осадков в году — 140 мм.

## Экономика
Основными бюджетообразующим центром поселка являлся колхоз им. Хамроходжи Мукаррамова, который специализируется на производстве бахчевых культур и злаковых, также имеются обширные абрикосовые, яблоневые, персиковые и т.п сады.
Общая площадь джамоата равна 3128 га, в том числе орошаемые земли почти 2901 га (73 % от общей площади), фруктовые сады 1800 га (51,5 %), пастбища 230,65 га (приблизительно 7 %), а жилищно-коммунальные и социальные объекты — 327,32 га, площади под каналами и дорогами — 279 га.